# 846 Lipperta
846 Lipperta è un asteroide della fascia principale del diametro medio di circa 52,41 km. Scoperto nel 1916, presenta un'orbita caratterizzata da un semiasse maggiore pari a 3,1201356 UA e da un'eccentricità di 0,1869743, inclinata di 0,26614° rispetto all'eclittica.
Stanti i suoi parametri orbitali, è considerato un membro della famiglia Temi di asteroidi.
Il suo nome è in onore di Eduard Lippert, che fece delle donazioni all'Osservatorio di Amburgo.